# Григорян, Марта
Марта Григорян (арм. Մարտա Գրիգորյանը; род. 28 июня 1996, Ереван, Армения) — армянская фигуристка, выступавшая в одиночном катании. Чемпионка Армении (2011).

## Биография
На раннем этапе карьеры участвовала в российских детско-юношеских соревнованиях. В 2007 году выступила на первенстве России по младшему возрасту, заняла там тринадцатое место, опередив на четыре балла Розу Щевелеву. Занималась под руководством Самвела Айрапетяна, представляла МДЦХиФК (Муниципальный детский центр хоккея и фигурного катания) из подмосковного Одинцово.
В сезоне 2010/11 каталась за сборную Армении. В ходе этого сезона выступала как юниор на международных соревнованиях, а на национальных турнирах — среди взрослых. Её короткая программа была поставлена под саундтрек к британскому телесериалу «Дживс и Вустер». Сопровождением произвольной программы стала «Вестсайдская история», музыку к которой написал Леонард Бернстайн.
В 2011 году завоевала золото взрослого чемпионата Армении. В том же году привезла бронзу с юниорского Nestlé Kangus Cup и приняла участие в ещё двух международных турнирах — Европейском юношеском Олимпийском фестивале, где заняла восемнадцатую позицию, и чемпионате мира среди юниоров, в квалификации которого стала двадцать первой и не прошла в основную стадию турнира.
В 2012 году планировала выступить на юниорском чемпионате мира, проходившем в Минске, но из-за травмы не смогла этого сделать.

## Программы
| Сезон   | Короткая программа                         | Произвольная программа                     |
| ------- | ------------------------------------------ | ------------------------------------------ |
| 2010/11 | - Саундтрек к телесериалу «Дживс и Вустер» | - «Вестсайдская история» Леонард Бернстайн |

## Результаты
| Соревнования      | 10/11     |
| Юниорские         | Юниорские |
| ----------------- | --------- |
| Чемпионат мира    | 39        |
| ЕЮОФ              | 18        |
| Nestlé Kangus Cup | 3         |
| Взрослые          |           |
| Чемпионат Армении | 1         |